# Santa Maria (cratera)
Santa Maria é uma cratera de impacto em Marte localizada a 2.05°S, 5.50°W  em Meridiani Planum, visitada pelo Mars Exploration Rover Opportunity. Ela se situa a noroeste da cratera Endeavour, que é muito maior.

## Exploração
O rover Opportunity chegou à cratera em 15 de dezembro de 2010.  O rover então se posicionou na borda sul-oriental, onde obteve várias imagens e se preparou para a conjunção solar que se aproximava. A última comunicação feita antes da conjunção se deu em 3 de fevereiro de 2011. 